# Bolsa serosa de la pata de ganso
En anatomía humana, se conoce como bolsa serosa del tendón de la pata de ganso o bolsa anserina (Bursa anserina; Bursa tibial intertendinous), a una bolsa serosa submuscular situada justo debajo del tendón anserino, en la extremidad proximal de la tibia humana.
La "bursitis de la pata de ganso", es una condición inflamatoria común, y habitualmente dolorosa, de esta bolsa serosa.

## Anatomía
La inserción combinada de los tendones de los músculos sartorio, recto interno y semitendinoso, en la tibia, a unos 5 cm por fuera del centro de la articulación de la rodilla, forma una estructura que se asemeja a la membrana natatoria del ganso, razón por la cual los anatomistas la llamaron "pata de ganso", o en latín, pes anserinus. 
La bursa anserina, es una de las 13 bursas alrededor de la rodilla y está localizada justo por debajo del pes anserinus.

## Función
La bolsa serosa interna, de la pata de ganso o anserina forma parte del Sistema de deslizamiento tendinoso de la rodilla. Esta bolsa serosa no comunica con la membrana sinovial. Puede ser tanto la bolsa serosa del tendón del músculo sartorio, situada por debajo de este tendón, como la bolsa serosa del músculo semitendinoso, ubicada profundamente a este otro tendón.
.

## Patología
La bursitis o sea la inflamación de la bursa anserina, de la inserción tendinosa de la pata de ganso, es patología frecuente en la población general y en deportistas. 
 
Esta bolsa serosa puede inflamarse, como consecuencia de procesos traumáticos de hiperfricción o de una enfermedad reumática inflamatoria; se destaca la bursitis anserina en pacientes que son  jóvenes deportistas o que padecen artrosis. 